# Ma Lin (tennistavolista)
Ma Lin (马琳S; Shenyang, 19 febbraio 1980) è un ex tennistavolista cinese, tre volte campione olimpico e vincitore di quattro edizioni della Coppa del Mondo individuale (2000, 2003, 2004 e 2006).

## Palmarès
- Olimpiadi
  - Atene 2004: oro nel doppio
  - Pechino 2008: oro nel singolo e a squadre
- Mondiali
  - 2011: argento nel doppio
  - 2010: oro a squadre
  - 2009: bronzo nel singolo
  - 2008: oro a squadre
  - 2007: argento nel singolo e oro nel doppio
  - 2006: oro a squadre
  - 2005: argento nel singolo e bronzo nel doppio
  - 2004: oro a squadre
  - 2003: bronzo nel doppio e oro nel doppio misto
  - 2001: bronzo nel singolo e oro a squadre
  - 2000: argento a squadre
  - 1999: argento nel singolo e oro nel doppio misto